# ГЕС Shāěrbùlākè
ГЕС Shāěrbùlākè (沙尔布拉克水电站) — гідроелектростанція на північному заході Китаю в провінції Сіньцзян. Використовує ресурс із великої правої притоки Іртишу, яка має устя на ділянці водосховища ГЕС Kālàsùkè (у китайських джерелах ця притока носить назву Чорний Іртиш, тоді як у нас під такою назвою розуміють основну течію Іртишу до озера Зайсан).
В межах проекту річку перекрили греблею із ущільненого котком бетону висотою 58 метрів, довжиною 213 метрів та шириною по гребеню 5 метрів. Вона утримує водосховище з об’ємом 86,3 млн м3 (корисний об'єм 43,5 млн м3) та припустимим коливанням рівня поверхні у операційному режимі між позначками 790 та 802 метра НРМ (під час повені рівень може зростати до 803,9 метра НРМ, а об’єм — до 93,5 млн м3).
Розташований на правобережжі за 0,4 км від греблі машинний зал обладнали трьома утрбінами типу Френсіс потужністю по 16,7 (за іншими даними — 15) МВт, які забезпечують виробництво 134 млн кВт-год електроенергії на рік.